# Hoplocerambyx aramis
Hoplocerambyx aramis là một loài bọ cánh cứng trong họ Cerambycidae.